# Violetter Ölkäfer
Der Violette Ölkäfer oder Violette bzw. Blaue Maiwurm (Meloe violaceus) ist ein Käfer aus der Familie der Ölkäfer (Meloidae).

## Merkmale

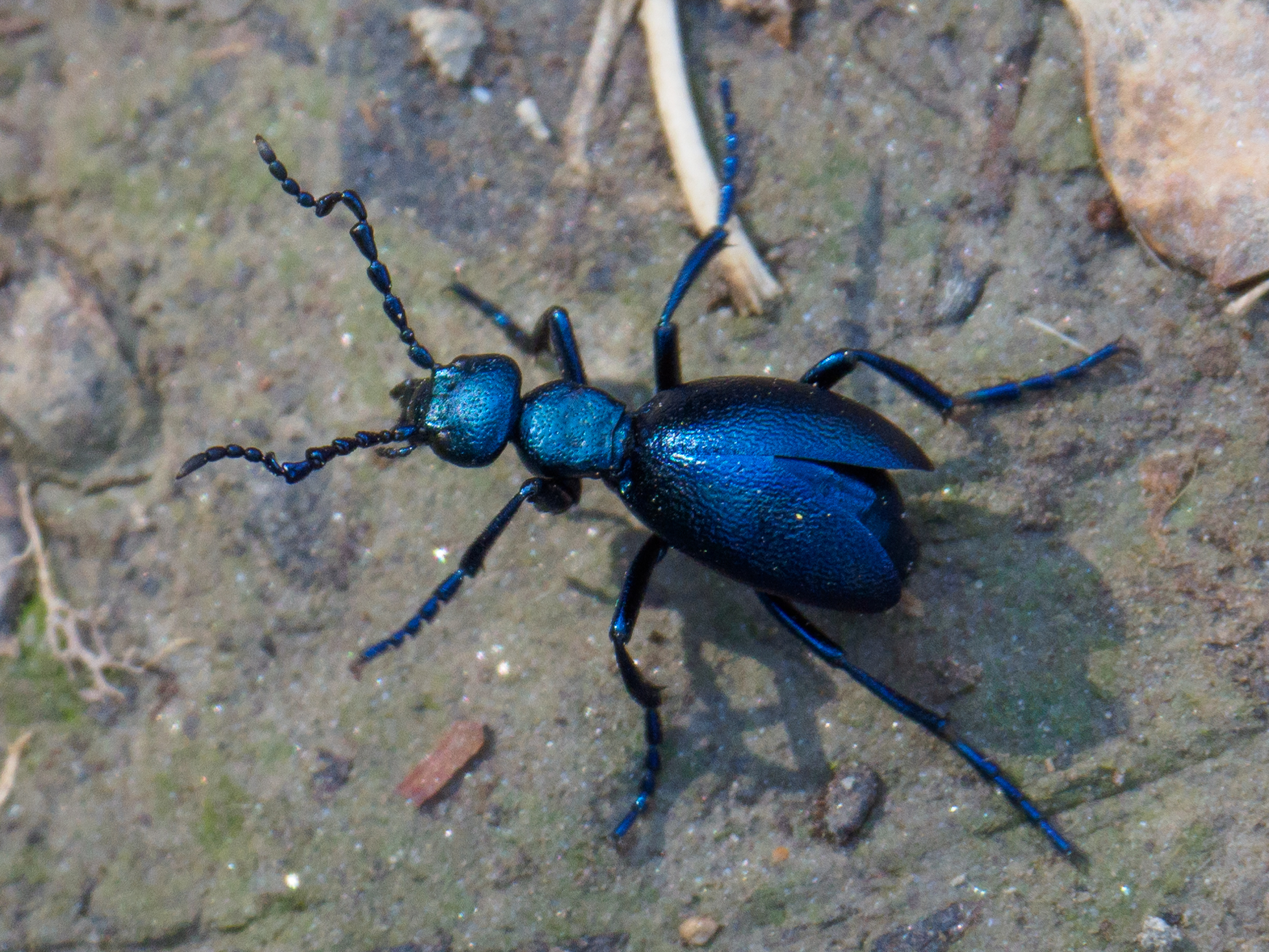
Violetter Ölkäfer ♂ : eingebuchteter Halsschild und geknickte Fühler sind gut erkennbar.

Die Käfer werden 10 bis 32 Millimeter lang, die Weibchen werden etwas größer als die Männchen. Der Kopf der Tiere ist groß und stark abgeschnürt. Die Hinterflügel sind vollständig zurückgebildet, die Käfer sind daher flugunfähig. Ihr Körper ist gedrungen und blau bis violettblau, selten schwarzblau gefärbt. Kopf und Halsschild sind sehr fein punktiert mit matten Punktzwischenräumen. Diese Körperabschnitte glänzen etwas, im Vergleich zum restlichen Körper. Die Deckflügel sind deutlich kürzer als der Hinterleib und klaffen am Ende stark auseinander, während sie – für Käfer-Elytren ganz ungewöhnlich – basal überlappen. Die Fühler der Männchen sind in der Mitte deutlich geknickt.

### Ähnliche Arten
- Schwarzblauer Ölkäfer (Meloe proscarabaeus). Während beim Violetten Ölkäfer die Basis des Halsschildes eingebuchtet ist, ist sie beim Schwarzblauen Ölkäfer gerade.[1]

## Vorkommen
Die Tiere kommen in ganz Europa, auch im hohen Norden und östlich bis nach Sibirien vor. Sie leben auf sonnigem, trockenem Gelände mit blühenden Pflanzen, denn sie sind aufgrund ihrer Lebensweise auf Bienen angewiesen.

## Lebensweise

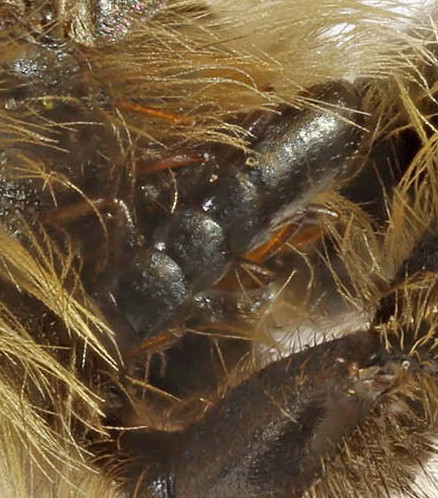
Triungulinus des Violetten Ölkäfers (Meloe violaceus) auf einer Sandbiene der Art Andrena nigroaenea

Die tagaktiven Tiere ernähren sich von Pflanzenteilen, was man an ihrem grünen Kot gut sehen kann. Bei Gefahr sondern sie zur Abschreckung von Feinden wie Ameisen oder Laufkäfern aus ihren Kniegelenken ein gelbes Wehrsekret ab, das die für Menschen hochgiftige chemische Verbindung Cantharidin enthält.
Nach der Paarung legt ein Weibchen 2000 bis 10.000 Eier in eine selbstgegrabene Höhle ab. Die Entwicklung der Larven verläuft über eine Hypermetamorphose, die verschiedenen Larvenstadien sind also unterschiedlich gestaltet. Aus den Eiern schlüpfen die ca. drei Millimeter langen Dreiklauer (Triungulinus). Diese erklimmen eine Blüte, wo sie sich an ein anfliegendes Insekt als potentielles Wirtstier klammern. Nur wenn sie eine solitäre Wildbiene (beispielsweise eine Sandbiene oder eine Pelzbiene) erwischen, haben sie eine Chance zu überleben. Sollte die Larve versehentlich eine Honigbiene ausgewählt haben, stirbt sie im Bienenstock. Dies erklärt die hohe Anzahl an abgelegten Eiern, da die Verlustrate sehr hoch ist. Diese Phase des Lebenszyklus ist ein Verbreitungsstadium. Anschließend leben die Larven parasitisch in den Nestern ihrer Wirte. Nachdem sie zunächst das Ei und danach das Nektar-Pollen-Gemisch der Vorratskammer der Biene gefressen haben, verlassen sie das Nest. Sie häuten sich ein weiteres Mal und sind danach eher madenartig und kaum beweglich, mit zurückgebildeten Beinen. Diese Larven verpuppen sich, aus der Puppe schlüpft der fertige Käfer zwischen März und Mai („Maiwurm“).